# Lego Star Wars: The Video Game
Lego Star Wars: The Video Game o Lego Star Wars: El videojuego es un videojuego de plataformas, basado en el universo Star Wars, que recrea las películas La amenaza fantasma, El ataque de los clones y La venganza de los Sith desde la perspectiva del juguete de construcción Lego. Fue desarrollado por Traveller's Tales y salió a la venta el 29 de marzo de 2005. 
El jugador avanza venciendo enemigos y resolviendo puzles, siendo un Jedi, un Sith o simplemente un droide o un guardia. El juego salió a la venta para Microsoft Windows, Mac OS X, PlayStation 2, Xbox, Nintendo GameCube, Game Boy Advance. 
En el año 2007 THQ Wireless publica una versión para dispositivos móviles a cargo de Universomo

## Argumento
La trama del juego es una recreación humorística de la trilogía precuela de Star Wars (es decir, las películas Star Wars: Episodio I - La amenaza fantasma, Star Wars: Episodio II - El ataque de los clones y Star Wars: Episodio III - La venganza de los Sith), así como un nivel de bonificación durante el comienzo de Star Wars: Episodio IV - Una nueva esperanza, desde el punto de vista de Darth Vader a bordo del Tantive IV.

## Sonido
La banda sonora del juego está compuesta por temas pertenecientes a las películas en las que está basado el juego, compuestos por John Williams. 

## Jugabilidad
La jugabilidad en Lego Star Wars: El videojuego está orientada al juego familiar y no presenta un escenario de fin del juego. Dado un conjunto específico de personajes en cada escenario, basado cada uno en una escena de cada una de las películas, hasta dos jugadores pueden controlar a los personajes, usando sus diferentes habilidades para avanzar en el nivel. Al acercarse a otro personaje amistoso, el jugador puede cambiar el control a ese personaje; esta interacción es necesaria para usar las habilidades de otro personaje para completar ciertos acertijos.    
Los Lego Studs, pequeños coleccionables en forma de moneda que sirven como moneda del juego, se pueden recolectar encontrándolos, aplastando o usando la fuerza sobre ciertos objetos, o derrotando enemigos. Las monedas aumentan de valor según su color, siendo la plata la menos valiosa con solo 10 puntos, subiendo al oro, valorado en 100 puntos, el azul en 1000 y el más raro, el morado por un valor de 10.000. Los jugadores también tienen un medidor de salud que consta de cuatro corazones que se van agotando si los personajes son lesionados o disparados. Cuando pierden todos sus corazones, el personaje se rompe y pierden monedas (a diferencia de vidas). Estas monedas se pueden gastar en desbloquear nuevos personajes para el modo Juego libre, consejos para jugar y trucos.    
En ciertos segmentos del juego los jugadores también pueden controlar naves espaciales. También hay diez botes de Minikit ocultos en cada nivel que, cuando se recolectan, se combinan para formar un nuevo vehículo.   

### Personajes
En esta entrega aparecen 77 personajes:
- Qui-Gon Jinn

- Obi-Wan Kenobi

- TC-14

- Jar Jar Binks

- Reina Amidala

- Capitán Panaka

- Padmé (batalla)

- R2-D2

- Anakin Skywalker (niño)

- Obi-Wan Kenobi (Maestro Jedi)

- R4-P17

- Anakin Skywalker (Padawan)

- Padmé (Geonosis)

- C-3PO

- Mace Windu

- Padmé (arañada)

- Yoda

- Obi-Wan Kenobi (Episodio III)

- Anakin Skywalker (Jedi)

- Canciller Palpatine

- Comandante Cody

- Chewbacca

- Wookiee

- Anakin Skywalker (Darth Vader)

- Soldado de asalto

- Droide Gonk

- Droide PK

- Droide de combate/batalla (seguridad)

- Droide de combate/batalla

- Droide de combate/batalla (comandante)

- Droideka

- Guardia Real

- Padmé

- Darth Maul

- Soldado Clon

- Geonosiano

- Droide de combate/batalla (Geonosis)

- Superdroide de combate/batalla

- Jango Fett

- Boba Fett (niño)

- Luminara Unduli

- Ki-Adi-Mundi

- Kit Fisto

- Shaak Ti

- Conde Dooku

- Guardaespaldas de Grievous

- General Grievous

- Soldado Clon (Episodio III)

- Soldado Clon (Episodio III, piloto)

- Soldado Clon (Episodio III, pantano)

- Soldado Clon (Episodio III, andador)

- Mace Windu (Episodio III)

- Soldado Clon (disfrazado)

- Darth Sidious

- Soldado Rebelde

- Princesa Leia

Los personajes desbloqueados se pueden importar a la secuela del juego, Lego Star Wars II: The Original Trilogy, como un extra llamado "use old save", que cuesta 250.000 monedas y se puede usar en su función de creador de personajes. 

### Juego libre
Una vez que el nivel ha sido jugado el modo historia, el jugador puede volver a jugar este nivel de nuevo en el modo Juego Libre. En este modo, los jugadores pueden elegir con cualquiera de los personajes que ya hayan sido desbloqueados (con el ordenador de selección aleatoria de personajes basándose en sus capacidades). En cualquier momento, el jugador puede cambiar entre cada uno de los personajes elegidos al instante, con el fin de acceder a las zonas no accesibles en el modo Historia y obtener extras ocultos.

### Restaurante de Dexter
El Restaurante de Dexter es el área en la cual el jugador elige el nivel para entrar, o puede dirigirse al estacionamiento para ver todos los Mini-Kit cuyas partes que han encontrado. Las partes de estos vehículos se encuentran en 10 Mini-Kit están ocultos en cada nivel. En el estacionamiento a menudo tienen lugar batallas entre personajes canon buenos y canon malvados, como Jedi y Sith, respectivamente. En el mostrador de la cafetería, el jugador puede comprar o ingresar códigos para desbloquear extras a cambio de las monedas de Lego que ha recolectado al jugar a través de los niveles.
Versión de GameBoy advance
Está versión contiene los 3 mismos episodios de Lego Star wars, en esta versión los personajes tienen las mismas texturas durante todos los episodios (Por ejemplo: Obi Wan: Episodio I, Anakin Skywalker: Episodio II) tras terminar los 3 episodios consigues a Jango Fett para jugar en el modo libre. (No aparece en el juego durante los episodios) Los trucos se consiguen con la pantalla de Pausa (Start) y haciendo un patron de códigos.

## Recepción
Lego Star Wars: El videojuego recibió críticas generalmente positivas. La versión para PC recibió una puntuación de 77/100 de Metacritic y el juego mantuvo una posición alta y constante en la cima de las listas del Reino Unido en mayo de 2005. La versión para PS2 recibió un 78 sobre 100 y la de GBA un 75.
IGN calificó el juego con un 8 sobre 10 y dijo: "Si eres padre, LEGO Star Wars: El videojuego debería estar en la parte superior de la lista de cumpleaños de tu hijo. Tiene todo lo que necesita un juego orientado a la familia: tiene personalidad, rompecabezas, modos cooperativos, valor de repetición, poca violencia, falta de dificultad frustrante y, lo más importante, tiene a Darth Vader. Y eso es lo que lo hace agradable para los adultos también, porque seamos sinceros; Darth Vader hace que todo sea mejor: es un hecho."

## Legado
La secuela del juego, Lego Star Wars II: The Original Trilogy, se lanzó en septiembre de 2006, mientras que una compilación de ambos, Lego Star Wars: The Complete Saga, se lanzó en noviembre de 2007. Lego Star Wars III: The Clone Wars fue lanzado en marzo de 2011. Lego Star Wars: El Despertar de la Fuerza, con base en la película del mismo nombre, fue lanzado en junio de 2016, y Lego Star Wars: The Skywalker Saga, que representará las nueve películas de la Saga Skywalker, se lanzó el 5 de abril de 2022.